# Blechnum nigrum
Blechnum nigrum är en kambräkenväxtart som först beskrevs av Col., och fick sitt nu gällande namn av Georg Heinrich Mettenius. Blechnum nigrum ingår i släktet Blechnum och familjen Blechnaceae. Inga underarter finns listade.